# Liste der Kulturdenkmale in Hedersleben (Eisleben)
Die Liste der Kulturdenkmale in Hedersleben  enthält die Kulturdenkmale des Landesamtes für Denkmalpflege und Archäologie in Sachsen-Anhalt im Ortsteil Hedersleben der Gemeinde Lutherstadt Eisleben und ist eine Teilliste der Liste der Kulturdenkmale in Lutherstadt Eisleben. Grundlage ist das Denkmalverzeichnis des Landes Sachsen-Anhalt, das auf Basis des Denkmalschutzgesetzes des Landes Sachsen-Anhalt, welches am 21. Oktober 1991 durch das Landesamt erstellt und seither laufend ergänzt wurde (Stand: 31. Dezember 2022).

## Legende
In den Spalten befinden sich folgende Informationen:
- Lage: Nennt den Straßennamen und wenn vorhanden die Hausnummer des Kulturdenkmals. Die Grundsortierung der Liste erfolgt nach dieser Adresse. Der Link „Karte“ führt zu verschiedenen Kartendarstellungen und nennt die geographischen Koordinaten.
Link zu einem Kartenansichtstool, um Koordinaten zu setzen. In der Kartenansicht sind Baudenkmale ohne Koordinaten mit einem roten bzw. orangen Marker dargestellt und können in der Karte gesetzt werden. Baudenkmale ohne Bild sind mit einem blauen bzw. roten Marker gekennzeichnet, Baudenkmale mit Bild mit einem grünen bzw. orangen Marker.
- Offizielle Bezeichnung: Nennt den Namen, die Bezeichnung oder zumindest die Art des Kulturdenkmals und verlinkt, soweit vorhanden, auf den Artikel zum Objekt.
- Beschreibung: Nennt bauliche und geschichtliche Einzelheiten des Kulturdenkmals, vorzugsweise die Denkmaleigenschaften.
- Erfassungsnummer: Für jedes Kulturdenkmal wird in Sachsen-Anhalt eine 20stellige Erfassungsnummer vergeben. Die letzten zwölf Ziffern werden für die Untergliederung nach Teilobjekten genutzt und werden nur angegeben, soweit vergeben. In dieser Spalte kann sich folgendes Icon  befinden, dies führt zu Angaben zu diesem Baudenkmal bei Wikidata.
- Ausweisungsart: Die Einordnung des Denkmales nach § 2 Abs. 2 DenkmSchG LSA
- Bild: Ein Bild des Denkmales, und gegebenenfalls einen Link zu weiteren Fotos des Kulturdenkmals im Medienarchiv Wikimedia Commons. Wenn man auf das Kamerasymbol klickt, können Fotos zu Kulturdenkmalen aus dieser Liste hochgeladen werden:

## Kulturdenkmale
| Lage                                                                                         | Bezeichnung            | Beschreibung | Erfassungs- nummer | Ausweisungsart | Bild           |
| -------------------------------------------------------------------------------------------- | ---------------------- | --- | ------------------ | -------------- | -------------- |
| Denkmalstraße (Karte)                                                                        | Kriegerdenkmal         | | 094 65469          | Baudenkmal     | BW             |
| Denkmalstraße 13, 14 (Karte)                                                                 | Bauernhof              | | 094 65471          | Baudenkmal     | BW             |
| Denkmalstraße 18, Lawekestraße 4, Sandweg 1b (Karte)                                         | Amtshof                | Das ehemalige Amt Hedersleben wurde 1879 erbaut, nachdem der Mansfelder Graf Georg Jobst Marschall von Biberstein das Amt im Jahre 1674 gekauft hatte. Das Haus ist eingeschossig und hat neun Achsen, die mittlere Achse ist als Risalit ausgeprägt. Hier befindet sich auch der Eingang, davor ist eine Freitreppe. Das Dach ist ein Satteldach, wahrscheinlich war es früher aber ein Mansarddach. Zu dem Amtshof gehören weitere Gebäude. | 094 65459          | Baudenkmal     | BW             |
| Denkmalstraße 31, am südwestlichen Dorfrand (Karte)                                          | Bauernhof              | | 094 65472          | Baudenkmal     | BW             |
| Denkmalstraße o. Nr., auf einer leichten Anhöhe an der Hauptstraße gegenüber dem Amt (Karte) | Transformatorenstation | | 094 17513          | Baudenkmal     | BW             |
| Lawekestraße 10 (Karte)                                                                      | Bauernhaus             | | 094 65461          | Baudenkmal     | BW             |
| Lawekestraße 17 (Karte)                                                                      | Bauernhof              | Der Vierseithof wurde in der zweiten Hälfte des 19. Jahrhunderts erbaut. | 094 65473          | Baudenkmal     | BW             |
| Lawekestraße 22 (Karte)                                                                      | Armenhaus              | Das eingeschossige Haus wurde im Jahre 1800 erbaut, das sagt eine Inschrifttafel an der Straßenseite aus: „Auf Kosten der Gemeinde bin ich … erbaud unter … folge und auf Sicht des Gerichts Schepen J. C. Ackermann … 1800“. | 094 65474          | Baudenkmal     | BW             |
| Mansfelder Weg (Karte)                                                                       | Kirche                 | Die Kirche Sankt Simon und Judas wurde Anfang des 16. Jahrhunderts erbaut, der Westturm wurde 18192/1893 hinzugefügt. Es ist ein Saalbau mit einem Ostschluss aus Sandstein. Im Inneren befinden sich eine Orgel aus dem Jahr 1892/1893 und eine Taufe aus dem Jahr 1877. Die Trauerhalle auf dem Kirchhof wurde um 1900 erbaut. Es finden sich mehrere barocke Grabmäler auf dem Kirchhof.                                                   | 094 65468          | Baudenkmal     | Weitere Bilder |
| Mansfelder Weg, zwischen Hedersleben und Oberrißdorf (Karte)                                 | Mühle                  | Die Mühle wurde 1837 erbaut. | 094 65476          | Baudenkmal     | Mühle          |
| Sandweg 5, Ecklage (Karte)                                                                   | Landarbeiterhaus       | Das Landarbeiterhaus befindet sich an der Ecke Lindenstraße. Hier lebten Arbeiter des Amtshofes. Das eingeschossige Haus wurde im Jahre 1833 erbaut. | 094 65475          | Baudenkmal     | BW             |
| L 160, westlich Hedersleben, Abzweig nach Wormsleben (Karte)                                 | Wegweiser              | Der Wegweiser besteht aus Naturstein und ist 25 × 25 × 80 Zentimeter groß. | 107 40120          | Kleindenkmal   | BW             |
| L 160 östlich von Hedersleben, Abzweig Dederstedt (Karte)                                    | Wegweiser              | Der Wegweiser ist besteht aus Naturstein und ist 25 * 25 * 80 Zentimeter groß. | 107 40122          | Kleindenkmal   | BW             |

## Ehemalige Kulturdenkmale
| Lage             | Bezeichnung | Beschreibung | Erfassungs- nummer | Ausweisungsart | Bild |
| ---------------- | ----------- | ------------ | ------------------ | -------------- | ---- |
| Denkmalstraße 12 | Pfarrhaus   |              | 094 65470          |                |      |
| Lawekestraße 12  | Bauernhof   |              | 094 65462          |                |      |